# Spudaeus indigus
Spudaeus indigus là một loài tò vò trong họ Ichneumonidae.